# Philuménos de Philadelphie de Lydie
Philuménos de Philadelphie de Lydie  est un vainqueur olympique du IVe siècle apr. J.-C. originaire de Philadelphie de Lydie.
Il remporta une épreuve de combat (lutte, pancrace ou pugilat) lors des 287es Jeux olympiques, en 369 apr. J.-C..
Il est, avec le pugiliste Varazdat, le dernier vainqueur connu avec certitude lors des Jeux olympiques antiques.

## Sources
- (it) Luigi Moretti, « Olympionikai, i vincitori negli antichi agoni olimpici », Atti della Accademia Nazionale dei Lincei, vol. VIII,‎ 1959, p. 55-199.